# Ken Jones (Komponist)
Kenneth Evan Jones (* 2. Oktober 1927 in Manchester, England, Vereinigtes Königreich; † 25. April 1988 in der Schweiz) war ein britischer Dirigent und Komponist von Film- und Fernsehmusik. Neben seiner Arbeit war er Musikregisseur bei der Fernsehserie Parkinson und schrieb mehrere Partituren für Filmkomödien.

## Leben
Jones wurde in Manchester geboren. Er begann seine Musikkarriere als Studioarrangeur für Norrie Paramor. Dort arrangierte (gestalten, künstlerisch anordnen/zusammenstellen) er Musik für The Zombies, Jim Dale und Jonathan King. In den 1960er Jahren errichtete er sein eigenes Orchester und begann seine Karriere in Film und Fernsehen. Er hat früher mit Douglas Gamley an besonderen Filmen, darunter Der kleine Däumling und Stadt der Toten zusammengearbeitet und schrieb später komplette Partituren für Filme wie Die grüne Minna, Dentist in the Chair und seine Fortsetzung Die Creme, von der man spricht. 1964 war er bei der BBC angestellt, um die Musik für Steptoe and Son als Ersatz von Ron Grainer zu komponieren, da dieser sich auf  Doctor Who konzentrierte.
Im Auftrag der BBC One machte Jones für die Comedyserie Marty und die Sitcom Sykes, die von 1972 bis 1979 produziert wurde. Auch 1979 leitete Jones dirigierte er den Eingang vom Eurovision Song Contest 1979, der von Black Lace. Zwischen 1971 und 1979 war er als Musikregisseur für Parkinson tätig.
Im Jahr 1979 wurde er von der rivalisierenden Firma Independent Television aufgenommen, wo er das Titellied und die Musik für die Sitcom Only When I Laugh schrieb und komponierte.
Jones starb am 25. April 1988 während seines Urlaubs in der Schweiz.

## Filmografie (Auswahl)
- 1958: Der kleine Däumling (Tom Thumb)
- 1959: Das Bittere und das Süße (The Rough and the Smooth)
- 1959: Die grüne Minna (Two-Way-Stretch)
- 1960: Tarzan, der Gewaltige (Tarzan the Magnificent)
- 1960: Dentist in the Chair
- 1961: Die Creme, von der man spricht (Dentist on the Job)
- 1962: Tarzan erobert Indien (Tarzan Goes to India)
- 1962: Ein Königreich für einen Affen (Operation Snatch)